# Gustavo Watson Bueco
Gustavo Watson Bueco (zm. 1972) – polityk, dyplomata i lekarz z Gwinei Równikowej.
Pochodził z grupy etnicznej Bubi. Kształcił się na madryckim Uniwersytecie Complutense. Był jednym z pierwszych liderów niepodległościowej Idea Popular de Guinea Ecuatorial (IPGE), później wszakże przeszedł na bardziej umiarkowane pozycje polityczne. W 1961 otrzymał hiszpański kolonialny Order Afryki.
Wszedł do autonomicznego rządu Gwinei Hiszpańskiej (1964), odpowiadał w nim za resort zdrowia. Jeden z liderów środowisk nacjonalistycznych w łonie własnej grupy etnicznej, zaangażował się działalność powstałej w 1967 Union Bubi (UB). Z jej ramienia uczestniczył w obradach Konferencji Konstytucyjnej Gwinei Równikowej (1967-1968). Opowiadał się przeciwko powołaniu jednego organizmu państwowego i za odrębną niepodległością dla Fernando Poo oraz Rio Muni. 
Uzyskał mandat deputowanego do parlamentu niepodległej już Gwinei Równikowej (1968). Prezydent Macías Nguema mianował go następnie ambasadorem w Kamerunie. Popadł w niełaskę, został uprowadzony na pokładzie prezydenckiego samolotu, następnie zaś zamordowany.